# ZeratoR
Adrien Nougaret, plus connu sous son pseudonyme Zerator (typographié ZeratoR, prononcé /ze.ʁa.tɔʁ/), né le 1er mars 1990 à Montpellier, est un animateur, streameur et vidéaste français spécialisé dans le jeu vidéo.
Il commence sa carrière dans le streaming en 2010 au sein de la structure aAa et devient indépendant en janvier 2015. Il exerce son activité principalement sur la plateforme Twitch et publie également des vidéos sur la plateforme d'hébergement YouTube. Depuis 2024, il anime l'émission BOAT pour France.tv Slash.
Il est aussi organisateur et commentateur de compétitions d'esport, ainsi que dirigeant du studio de développement de jeux vidéo Unexpected. Entre 2016 et 2022, puis en 2024, il organise l'événement à but caritatif Z Event. 

## Biographie

### Jeunesse
Il est né à Montpellier le 1 mars 1990. Son père est avocat. Sa mère est directrice de crèche, il a un frère et deux sœurs. Il est résident fiscal français.

### Carrière

#### Origine du pseudonyme
Fan des jeux video StarCraft, Adrien Nougaret décide en 1998 de prendre comme pseudo le nom d'un des héros du jeu vidéo, Zeratul. Ce dernier sera ensuite déformé en ZeratoR, en référence à Kid Paddle, une bande-dessinée qui parodie les noms des méchants de fiction en les faisant terminer par « or » à la manière de Terminator.

#### Commentateur
À la suite de la sortie de StarCraft 2 : Wings of Liberty le 27 juillet 2010, des compétitions et des structures pour les commenter commencent à se mettre en place. C'est dans ce contexte que ZeratoR rejoint rapidement la structure aAa et intègre l'équipe de commentateurs.
Fin 2010, il passe chez Millenium où il diffuse une partie de son évolution sur le jeu World of Warcraft.
En janvier 2011, il est recruté par GameCreds, une startup, en tant que commentateur de StarCraft 2. C'est à cette même période qu'il lance sa chaîne YouTube avec les initiales « SC2 » accolées à son pseudo qui ont disparu courant 2016.

#### Les web TV
L'essor des structures destinées aux jeux vidéo entraîne à cette époque un mouvement de professionnalisation du milieu et la naissance de la dénomination web TV. Dans ce contexte, ZeratoR fait son retour chez Millenium en juillet 2012. Il se diversifie par la même occasion dans le contenu proposé (différents jeux, reportages vidéo, etc.).
En mai 2013, il lance une campagne de financement participatif sur My Major Company et établit à cette occasion un record : atteignant son objectif en 15 minutes, sa communauté triple en une heure la somme qu'il espérait récolter. Cela lui permet de fonder une web TV indépendante : la ZTV. Il créera par la suite en 2015 sa société de production la ZT Production.
Ce financement, finalement 10 fois supérieur à l'objectif initial, pose toutefois des questions notamment sur la communication associée à la campagne. De plus, la durée de vie de cette web TV (6 mois environ) sera estimée trop courte pour certains lors de l'annonce par ZeratoR de sa fermeture et de son engagement dans un nouveau projet.
Cette web TV est également le support du lancement d'une compétition sur le jeu TrackMania² : Stadium organisée et commentée par ZeratoR lui-même et dénommée la ZrT TrackMania Cup.
À la suite de la fermeture de sa web TV, il est embauché par Eclypsia en novembre 2013 en compagnie de Lege, Tweekz et Ogar avec qui il avait déjà eu l'occasion de travailler chez Millenium. Le groupe rejoint alors les locaux de l'entreprise en Angleterre à Ashford. Il continue dans ce contexte de diversifier ses productions, il participe également à des événements publics comme les LAN parties (LAN) pour diffuser le parcours de son équipe.

#### Indépendance
Après un peu plus d'un an chez Eclypsia, il annonce son départ de la structure en janvier 2015. Il explique son choix par un ensemble de facteurs : vague de départs, incompréhension avec sa hiérarchie et projets personnels[source insuffisante].
Depuis cette date, il continue à exercer une activité centrée sur le streaming sur Twitch et la rediffusion de ses émissions sur YouTube. En 2014, il reçoit le Silver Play Button pour ses 100 000 abonnés sur YouTube.
En complément de cette activité, il participe régulièrement à des LAN en diffusant son parcours dans les compétitions[source insuffisante]. Il participe en particulier à la Lyon E-Sport (2014 avec Eclypsia, de 2015 à 2018 avec le groupe de streameurs connus sous le nom d'Indy Spensable), à la DreamHack à Tours (2015 et 2016), à la Gamers Assembly à Poitiers (2016), au Montpellier Esport Show (2017) et à PolyLAN, LAN associée à l'EPFL (École polytechnique fédérale de Lausanne).
En mars 2016, il accueille en tant qu'ambassadeur de l'opération Avengers seize personnalités françaises du streaming. Ils relaient ainsi l'action organisée par Athene et permettent de récolter 170 000 € pour l'ONG Save the Children.
Il continue en outre à organiser les éditions annuelles de la compétition autour des jeux TrackMania qu'il a lancée en 2013 bien qu'en changeant de format, organisant pour l'édition 2016 une phase finale au Grand Rex rempli de 2 500 personnes ainsi que plus de 30 000 spectateurs sur la plateforme Twitch.
En dehors des activités de streaming, il crée un studio de développement de jeux vidéo nommé Unexpected.
De 2015 à 2017, ZeratoR commente les trois éditions du Nvidia GeForce GTX Challenge, un évènement compétitif organisé par les entreprises Nvidia et Asus ROG où plusieurs nations européennes s'affrontent sur différents jeux : la première avec le streamer Wapinoux, les deux autres avec Mister MV,.
Le 5 janvier 2018, il devient sponsor du joueur de TrackMania CarlJr.. Le 5 juin 2018, c'est au tour de Bren de rejoindre l'écurie ZeratoR,,. Les deux joueurs quittent finalement l'écurie de ZeratoR le 12 janvier 2019.
En 2024, France Télévisions cherche à diversifier son offre de diffusion en direct sur Twitch, et contacte ZeratoR pour lui proposer un créneau d'émission sur sa plateforme numérique France.tv Slash, ce qui aboutit à la création du jeu télévisé BOAT, la culture au sens large, co-produit par ZQSD Productions et France Télévisions et diffusé à partir de l'automne 2024. Le programme est un hybride entre jeu télévisé (d'inspiration panel show (en) et  Burger Quiz) et talk-show diffusé deux fois par mois sur les chaînes Twitch de France.tv Slash et de ZeratoR,,.

#### Entrepreneuriat
Le 16 décembre 2015, ZeratoR crée la société ZT Production spécialisée dans le secteur d'activité de la production de films et de programmes pour la télévision, qu'il dirige en qualité de gérant. Alexandre « Dach » Dachary est nommé co-gérant de la société le 26 mars 2021[réf. nécessaire].
Le 4 janvier 2018, il fonde la société Unexpected, studio de développement de jeux vidéos indépendant[réf. nécessaire].
Le 15 janvier 2018, il co-fonde la société Z Agency (toujours avec Alexandre Dachary, ainsi que d'autres actionnaires), une agence de publicité et de communication spécialisée dans les domaines du jeu vidéo et de l'e-sport[réf. nécessaire].
Entre le 26 septembre 2022 et le 10 octobre 2022, la société Z Agency fusionne avec la société ZQSD Productions, une agence d'événementiel et audiovisuel spécialisée dans l'e-sport et les jeux vidéo, dont ZeratoR et Dach deviennent actionnaires. À l'issue de cette fusion, la société Z Agency est radiée, et la société ZT Production dispose d'un contrat cadre pluriannuel avec ZQSD Productions[réf. nécessaire].

## Projets

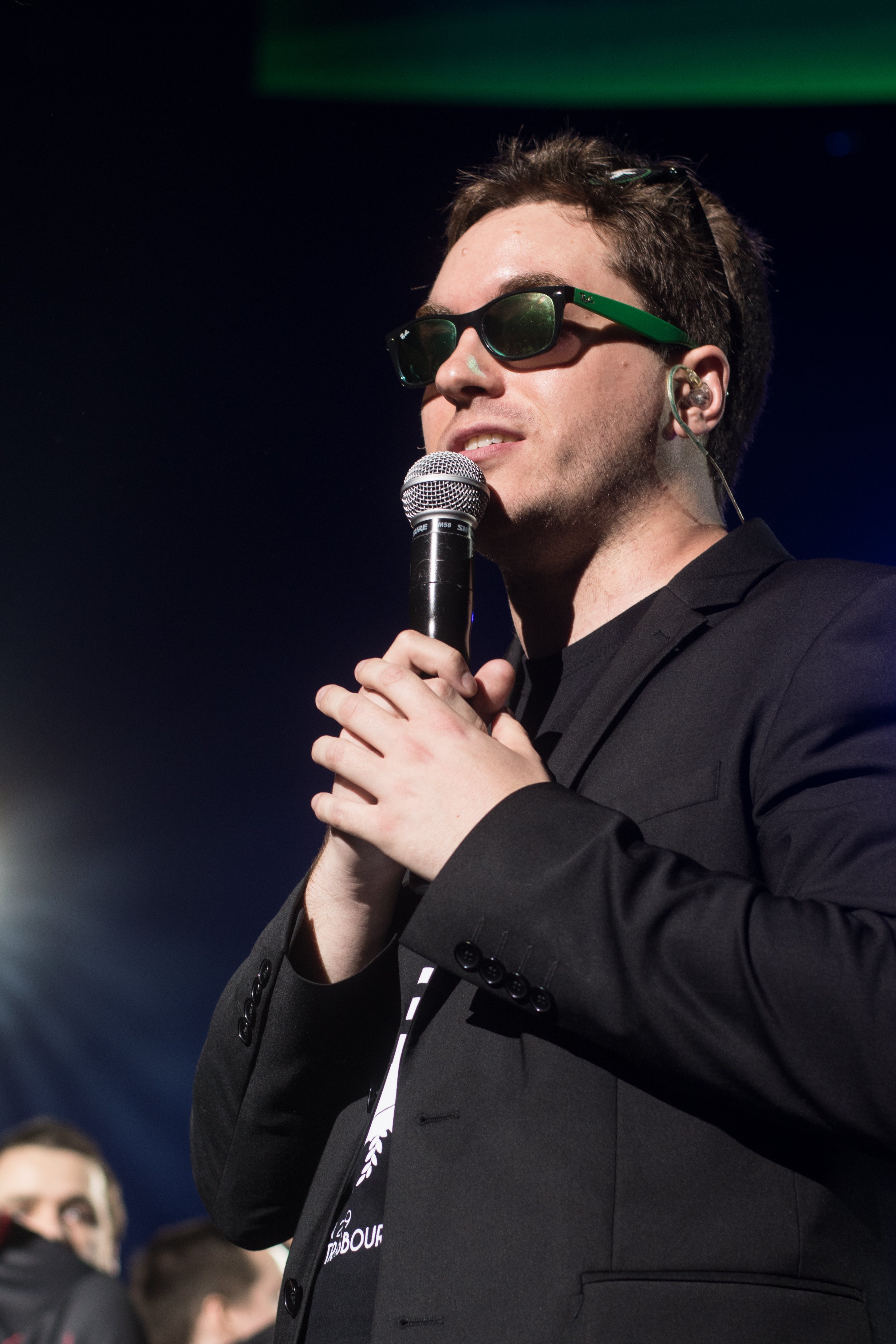
ZeratoR durant la ZrT TrackMania Cup 2019.

### Compétitions e-sportives

#### ZrT TrackMania Cup
La ZrT Trackmania Cup est une compétition de TrackMania organisée chaque année par ZeratoR depuis 2013. La compétition est jouée sur le jeu TrackMania2 : Stadium (2013) développé par Nadeo pour les 7 premières éditions. Les trois premières ont lieu entièrement en ligne, tandis que les phases finales des éditions suivantes ont lieu en public avec ZQSD Productions : au Grand Rex en 2016 puis au Centre de congrès de Lyon en 2017,. Les phases finales de l'édition 2018 ont lieu le 30 juin 2018 au Zénith de Toulouse. Celles de l'édition 2019, où s'affrontent pour la première fois des binômes, ont lieu le 29 juin 2019 au Zénith de Strasbourg.
ZeratoR annonce dans la foulée la tenue de l'édition 2020 le 13 juin au Palais omnisports de Paris-Bercy, avant d'être contraint d'annuler l’événement en raison de la Pandémie de Covid-19, qui sera par la suite reportée au 29 mai 2021 puis au 4 juin 2022. Du fait des risques sanitaires et de la non-disponibilité de l'Accor Arena en 2020, l'édition a lieu en ligne avec les phases finales le 26 juillet 2020, ce qui permet aux joueurs et à ZeratoR de s'acclimater au nouveau TrackMania sorti le 1er juillet 2020 sur lequel cette huitième édition et les suivantes sont jouées.

#### Fight For Sub
Le 14 novembre 2017, ZeratoR lance le Fight For Sub, une compétition dans laquelle une centaine de streameurs francophones s'affrontent avec l'objectif de finir premier. Tous les autres participants ont alors l’obligation de s’abonner à la chaîne Twitch du vainqueur. ZeratoR limite l'inscription des joueurs par un nombre minimum de vues sur Twitch mais aussi par l'obligation d'être un « partner affiliate » de cette plateforme. Les premiers tournois sont organisés sur le jeu PlayerUnknown's Battlegrounds, dans lequel les joueurs doivent réaliser le meilleur score cumulé sur trois parties. La quatrième édition se déroule sur le jeu Trackmania²: Stadium, et se scinde en deux tournois : un destiné aux joueurs débutants et intermédiaires, et le second est ouvert à tous. Par la suite, le tournoi est aussi organisé sur Minecraft, H1Z1, Golf It!, ShootMania Storm, Fall Guys ou Mario Kart 8 Deluxe.

#### ZLAN
La ZLAN est une compétition d'esport en réseau local (LAN) organisée par ZeratoR sur une dizaine de jeux vidéo (multi-gaming) tous les ans depuis 2019. Elle se déroule en général au printemps et voit s'affronter environ 200 participants répartis en équipes, avec un cashprize proche de 50 000 €.

#### GamePass Challenge
Le GamePass Challenge est une compétition d'esport en réseau local (LAN) organisée par ZeratoR  en partenariat avec Xbox sur de multiples jeux vidéo du Xbox Game Pass depuis 2019. Le format du GamePass Challenge est semblable à celui de la ZLAN. Il se déroule en général sur deux jours et voit s'affronter environ 100 participants répartis en équipes, avec un cashprize de 30 000 €.

#### Ascension
En mai 2023, ZeratoR annonce après la fin de la ZLAN 2023 un nouveau tournoi annuel : l'Ascension. La première édition se déroule sur le jeu TrackMania. La compétition se déroule en plusieurs étapes, devant un public et dans des villes différentes : Villeurbanne (initialement Paris), Lille et Montpellier. Pour cet évènement, ZeratoR organise un cashprize participatif : pour chaque abonnement payant sur la chaîne Twitch de ZeratoR sur la période donnée, 2 euros sont ajoutés à la somme finale. La somme finale atteint 128 000 euros.
Le 29 juin, la première étape qui devait se dérouler initialement au Casino de Paris se tient finalement au Pôle Pixel de Villeurbanne à la suite des intempéries qui ont causé des dégâts dans la salle à Paris. À l'issue à cette première étape, 8 joueurs parmi les 16 participants sont qualifiés pour la finale du tournoi. Le 16 septembre, lors de la deuxième étape au Zénith de Lille, 8 autres joueurs seront qualifiés pour la finale. Le 28 octobre, les 16 joueurs qualifiés lors des deux étapes précédentes s'affronteront lors de la troisième et dernière étape à l'Arena de Montpellier.
Lors de la première édition de l'Ascension, ZeratoR est accompagné par le streamer Etoiles afin de commenter le tournoi ensemble.
La deuxième édition se déroule en 2024 sur le jeu Fortnite Battle Royale.
La troisième édition se déroule en 2025 sur le jeu PUBG: Battlegrounds.

### Unexpected

Logo du studio de développement de jeux vidéo Unexpected.

Le 29 janvier 2016, ZeratoR annonce la création d'un studio de développement de jeux vidéo indépendant nommé Unexpected. Créé en décembre 2015, le studio est composé d'une petite équipe en télétravail (environ 3-4 salariés) pour réaliser un jeu en 2D. Au cours de l'été suivant le titre du jeu en cours de développement est annoncé : uNPrediCtable. Cependant, en fin d'année le jeu est annulé après neuf mois de développement. Cet échec entraîne une restructuration du studio, en particulier l'abandon du télétravail et la construction d'une nouvelle équipe.
En février 2017, un nouveau jeu est annoncé par le studio Unexpected au travers d'un jeu en réalité alternée dont la récompense est le titre du jeu : dWARf. Le jeu est cette fois-ci prévu en 3D et basé sur une expérience multijoueur. Le jeu se présente comme un party game à six joueurs qui s'affrontent au cours de cinq épreuves. Le 12 décembre 2017, une première bande-annonce du jeu est dévoilée, suivie de diverses phases d'alphas tout au long de l'année 2017 pour les personnes ayant précommandé le jeu. Une phase de beta fermée se déroule durant la Paris Games Week en octobre 2018, à l'issue de laquelle la date de sortie du jeu est annoncée au 25 janvier 2019.
Le 18 mai 2019, quatre mois après sa sortie officielle, le studio Unexpected annonce la fermeture des serveurs de dWARf du fait du faible nombre de joueurs actifs sur le jeu. ZeratoR présentera ce projet comme « un échec commercial, mais un succès personnel » pour lui et les équipes du studio.
Le studio annonce dans la foulée la sortie de deux nouveaux jeux prévus avant 2020. Le premier, looK INside, est un jeu solitaire en 2D de type point and click qui sort le 22 janvier 2020 et rencontre un succès qui satisfait le studio. Le troisième jeu d'Unexpected, As Far As The Eye, est un jeu de gestion solitaire en tour par tour roguelike qui sort en septembre 2020. Cette fois-ci, le jeu n'est pas publié par le studio mais par Goblinz Studio, un éditeur français qui permet au jeu d'être traduit en plusieurs langues et proposé à travers le monde,. Le jeu rencontre un succès commercial certain, et ses recettes permettent au studio d'atteindre la rentabilité en finançant deux ans de son fonctionnement.
En septembre 2023, le studio sort le jeu Kallax. En juillet 2024, le studio édite le jeu de tower defense Artisan TD.

### Indy Spensable
En 2016, ZeratoR décide de donner un nom à l’équipe avec laquelle il participe aux évènements LAN sur League of Legends : la team Indy Spensable (jeu de mots avec « indispensable » et le mot « indie », signifiant « indépendant » en anglais, transformé en « indy »).
En 2019, l'équipe Indy Spensable (composée de ZeratoR, CarlJr, Bodyy, MoMaN et NBK) finit 2e du tournoi BYOC (Bring Your Own Computer) de la DreamHack Winter 2019 à Jönköping (Suède) sur le jeu Counter-Strike : Global Offensive.

### Opérations caritatives

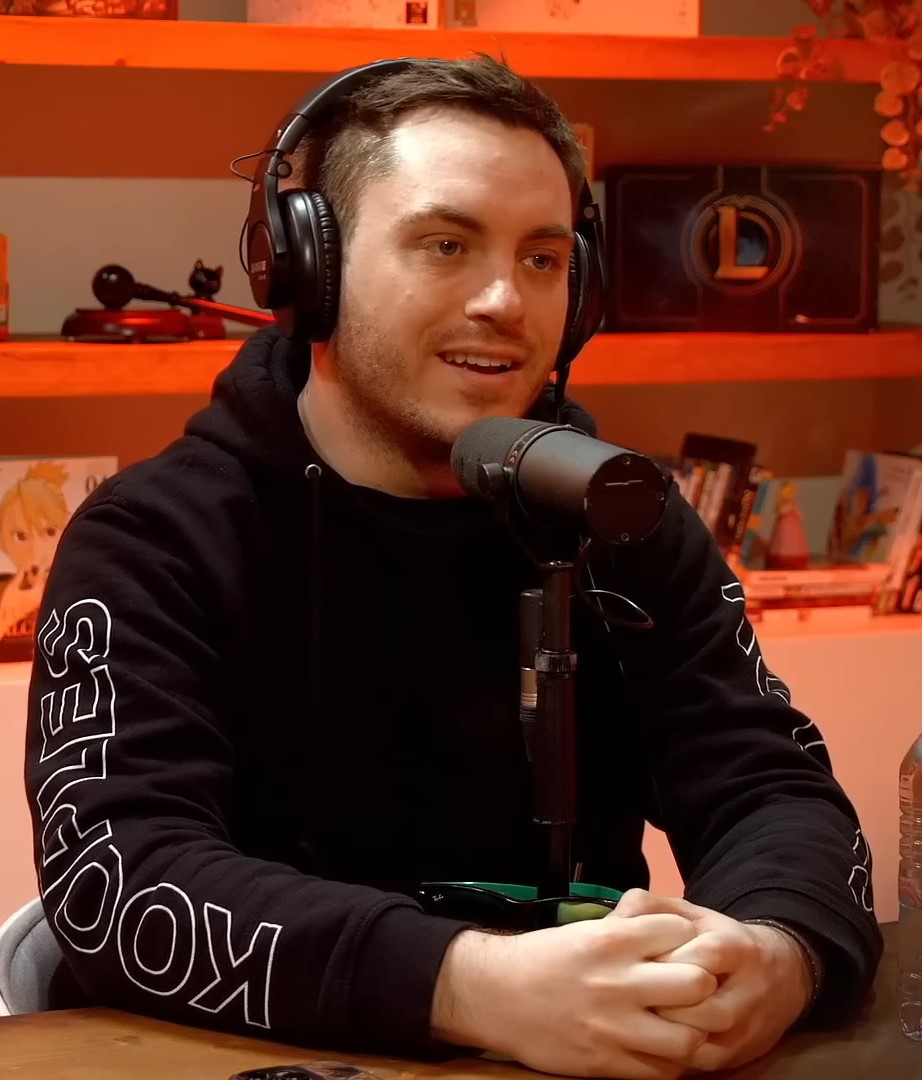
ZeratoR en 2023, dans l'émission Zack en Roue Libre de Zack Nani.

ZeratoR participe en 2016 à l'opération caritative « Projet Avengers » lancée en 2013 par le streamer belge Athene, afin de venir en aide aux habitants d'Éthiopie souffrant de la grande sécheresse de leur pays. Il réunit 16 streamers dans l'objectif de diffuser du contenu pendant 34 heures afin de collecter des dons pour l'association Save the Children, et plus de 170 000 € sont récoltés au terme de l'événement.
À la suite du succès de cette opération, il crée, avec Alexandre « Dach » Dachary, le « Z Event », qui réunit annuellement depuis 2017 plusieurs dizaines de créateurs de contenu sur Twitch afin de soulever des fonds pour une association.
Organisée en septembre 2017, la première édition de l'événement, à laquelle a participé une trentaine de streamers sur une durée de trois jours, s'est déroulée peu de temps après le passage de l'ouragan Irma. Elle permet de récolter 451 851 euros au profit de la Croix-Rouge française, somme en intégralité affectée aux victimes de cet ouragan,.
L'édition suivante se déroule en novembre 2018, et les fonds collectés sont reversés à Médecins sans frontières. Au terme de 53 heures de diffusion, 1 094 731 euros sont récoltés.
La troisième itération de l'évènement, organisée en septembre 2019, lève 3 509 928 euros pour l'Institut Pasteur. 49 streamers participent à l'évènement pendant 54 heures de live, et l'évènement devient le marathon caritatif ayant levé la plus grosse somme de dons au monde sur Twitch,.
L'édition 2020 de l'événement a lieu en octobre et lève une somme de 5 724 377 euros pour Amnesty International au terme de 55 heures de diffusion, battant son propre record de l'édition précédente,.
Le record est de nouveau surpassé fin octobre 2021 au profit d'Action contre la faim, avec un total de 10 064 480 euros récoltés.
À la suite de cette édition, Zerator et Dach sont conviés par Action contre la faim à venir en République centrafricaine en mars 2022 afin d'observer les actions effectuées grâce aux dons de l'édition 2021 où le média Brut les a suivis.
En 2022, le Z Event repousse encore le record en récoltant un total de 10 182 126 euros au profit de 5 associations : Sea Sheperd France, WWF France, la Ligue pour la Protection des Oiseaux, The SeaCleaners et Time For The Planet qui luttent pour la préservation de l'environnement,.
En 2024, le Z Event récolte 10 145 881 euros au profit de 5 associations: Les Bureaux du Coeur, Solidarité Paysans, Secours Populaire, Chapitre 2 et Cop1 qui se battent contre la précarité.

### Mandatory
En avril 2020, ZeratoR annonce le lancement de Mandatory.gg, un site web consacré uniquement au jeu Valorant sorti quelques semaines plus tôt. Présenté comme « une suite logique d'Indyspensable », le projet a pour vocation de rassembler des informations sur le jeu, de proposer divers outils ou encore d'organiser des compétitions. Ce site est géré par Z AGENCY une agence de marketing, communication spécialisée dans l'influence et le jeu. Au fil des années, le site s'étoffe avec les jeux TrackMania et Age of Empires IV puis se développe avec l'ensemble des jeux. Depuis janvier 2022, Mandatory représente aussi une équipe e-sport sur Valorant. Cette dernière remporte, en décembre 2022, le titre de champion de France après sa victoire contre BONK (3-1) en Coupe de France. En mars 2023, Mandatory possède une équipe World of Warcraft PvE (ancienne équipe Monka).

### RPZ
Lors du Z Event 2020, un des objectifs de donation (donation goal) de ZeratoR est l'organisation d'un serveur roleplay sur Grand Theft Auto V. L'objectif atteint, le serveur ouvre du 21 avril au 4 mai 2021 sous le nom de RPZ. Il rassemble les streamers ayant participé à au moins une édition du Z Event plus un invité par personne, soit plus de 80 influenceurs qui cumulent plus de 54 millions de vues en deux semaines.

### Activité musicale
Annoncé le 21 juin 2023, l'album musical intitulé 900K parait le 14 juillet 2023 avec 13 titres qui incluent trois featurings : avec Bigflo, Antoine Daniel et Baghera Jones . Zerator évoque la conception du projet comme « pensé comme une blague » puisque celle-ci tire son origine d'un donation-goal du Z Event 2020 : « album avant l'été 2023, sinon je supprime ma chaîne Youtube ». L'accueil critique souligne deux titres, Imagine pour sa critique des influenceurs et Anonyme pour l'isolement de ces derniers.

## Distinctions
- Pégase 2021 : Personnalité de l'année[87]
- Chevalier de l'ordre national du Mérite par le Président de la République française (2023)[88],[89]